# Mastigophorus evadnealis
Mastigophorus evadnealis là một loài bướm đêm trong họ Noctuidae.